# Liste des cathédrales du Liban
Cette liste est sans doute incomplète et peut-être mal ordonnée. Votre aide est la bienvenue !
La liste des cathédrales du Liban compte les cathédrales suivantes :

## Cathédrales orthodoxes
| Cathédrale    | Église                          | Archidiocèse ou diocèse                            | Ville    | Image |
| ------------- | ------------------------------- | -------------------------------------------------- | -------- | ----- |
| Saint-Georges | Patriarcat orthodoxe d'Antioche | Archidiocèse grec-orthodoxe de Beyrouth            | Beyrouth |       |
| Saint-Georges | Patriarcat orthodoxe d'Antioche | Archidiocèse grec-orthodoxe de Tripoli et du Koura | Tripoli  |       |
| Saint-Nicolas | Patriarcat orthodoxe d'Antioche | Archidiocèse grec-orthodoxe de Zahlé et de Baalbek | Zahlé    |       |

## Cathédrales catholiques
À Beyrouth :
| Cathédrale                                  | Église     | Archidiocèse ou Diocèse                   | Ville    | Image |
| ------------------------------------------- | ---------- | ----------------------------------------- | -------- | ----- |
| Saint Georges                               | Maronite   | Archidiocèse Maronite de Beyrouth         | Beyrouth |       |
| Saint Élie et Saint Grégoire l'Illuminateur | Arménienne | Patriarcat Catholique arménien de Cilicie | Beyrouth |       |
| Saint Louis                                 | Latine     | Vicariat Apostolique de Beyrouth          | Beyrouth |       |
| Saint Élie                                  | Melkite    | Métropole de Beyrouth                     | Beyrouth |       |